# アイ・ミー・マイン
「アイ・ミー・マイン」（I Me Mine）は、ビートルズの楽曲である。1970年に発表された12作目のイギリス盤公式オリジナル・アルバム『レット・イット・ビー』に収録された。ジョージ・ハリスンによって書かれた本作は、1970年4月に解散する前にレコーディングされた最後の楽曲となった。歌詞は、人間の身勝手なエゴイズムを皮肉ったもので、ワルツ調のヴァースとハードロック調のコーラスが繰り返されるという構成になっている。
1969年1月にトゥイッケナム映画撮影所でリハーサルが行なわれたが、ジョン・レノンは参加せずに曲に合わせてオノ・ヨーコとワルツを踊っていた。このときの様子は映画『レット・イット・ビー』に収録された。同年内にレコーディングされることはなかったが、後に映画の内容との整合性をとるためにレノン以外の3人で1970年1月にEMIレコーディング・スタジオでレコーディングされた。アルバムの発売にあたり、プロデューサーのフィル・スペクターによってオーケストラと合唱がオーバー・ダビングされ、コーラスと2番目のヴァースを繰り返すなどの編集が施されて、演奏時間が長くなった。
1980年にハリスンは同名の自伝を発売。編集前のテイクは、1996年に発売された『ザ・ビートルズ・アンソロジー3』に収録された。2003年に発売された『レット・イット・ビー...ネイキッド』には、オーケストラがカットされた音源が収録された。

## 背景・曲の構成
ハリスンは、1969年1月7日にトゥイッケナム映画撮影所で行なわれたリハーサルで「アイ・ミー・マイン」を書いた。当時ビートルズは、後に『レット・イット・ビー』としてリプロデュースされたアルバム『Get Back』のためのレコーディング・セッションに取り組んでいて、同セッション中には1966年以来となるコンサート活動を行なうことも予定されていた。その一方でメンバー間では、レノンとポール・マッカートニーの主導権争い、レノンの後の妻となるオノの介入などから不和が生じていた。
ハリスンは、メンバー間の不和からインスピレーションを得て本作を書いた。セッションの方向性について議論がなされた1月7日には、マッカートニー作の「マックスウェルズ・シルヴァー・ハンマー」の度重なるリハーサルが行なわれ、レノンが同作について皮肉を交えた反応を示した。ハリスンはセッションに際して、いくつか新曲を提案したものの、他のメンバーから却下されることが多々あった。このことについて、ハリスンは「ソングライターとして経験が豊富なジョンとポールは自分たちの曲を最優先にし、僕の曲を後回しにしていた」と不満を述べている。『ゲット・バック』のセッションで残されたテープを研究したダグ・サリピーとレイ・シュヴァイクハートは、著書『Get Back: The Unauthorized Chronicle of the Beatles' Let It Be Disaster』で「レノンとマッカートニーは、ハリスンの曲が『自分の曲よりもはるかに優れている』と判断したときも、たびたびハリスンの曲を没にしていた」と書いている。
「アイ・ミー・マイン」に取り組む際、ハリスンはエゴイズムの「永遠の問題」について研究していた。同作における見解についてハリスンは、LSDの服用した経験から得られたものと語っている。本作についてハリスンは「『アイ・ミー・マイン』のテーマは『エゴ』。僕の周りにはエゴが渦巻いていて、頭がおかしくなりそうだった。自分のエゴにまつわることを嫌悪していた。すべてが失敗で、僕が嫌ってる刹那的なものばかり。ただだんだんとここには古い雄弁家ではない誰かがいるということがわかってきた。『僕は一体何者なのか』という問いが日々の命題になった。とにかくこの曲はそういうエゴにまつわる曲なんだ。人間の永遠の課題さ」と語っている。
「アイ・ミー・マイン」のヴァースのキーはAマイナーで、コーラスのキーはAメジャー。同主調を使用した作曲は、ビートルズにおいて一般的となっており、ハリスン作の「ホワイル・マイ・ギター・ジェントリー・ウィープス」や「サボイ・トラッフル」でも採用されていた。当初フラメンコ調の楽曲のパッセージが含まれていたが、この部分は「I me me mine」というフレーズを繰り返すコーラスに置き換えられた。完成バージョンでは、イントロ、ヴァースとコーラス、それに続くヴァースで構成されている。また、ヴァースとコーラスで拍子が異なっており、前者は4分の3拍子で、後者は4分の4拍子となっている。

## レコーディング

### トゥイッケナム映画撮影所でのリハーサル
トゥイッケナム映画撮影所でのリハーサルは、ドキュメンタリーの監督を務めたマイケル・リンゼイ＝ホッグによって撮影・記録された。1月8日の朝、ハリスンはレノンとマッカートニーが到着するまでの間に、リンゴ・スターのために「アイ・ミー・マイン」を演奏して聴かせた。本作についてハリスンは「ヘヴィワルツ」と説明した。
1月8日に行なわれた本作のリハーサルには、かなりの時間を費やしており、合計41回演奏された。この時の曲の長さは1分半ほどだった。作家のジョン・ウィンは著書で「マッカートニーとスターは熱心にサポートしたのに対し、レノンはほぼ不参加」と書いているのに対し、サリピーとシュヴァイクハートは共著書で「レノンはハリスンに『ビートルズはロックンロールしか演奏しない。バンドのプレイリストにスペインのワルツが入る余地はない』と言い、マッカートニーはスペイン語のアクセントで歌うかたちで『アイ・ミー・マイン』を嘲笑した」と書いている。ビートルズの伝記作家であるケネス・ウォマックは、「この前日に却下されたハリスンの編曲に関する提案に続くレノンの嘲笑は、レノンがバンドメイトを『餌にした』例」としている。
その後、ハリスンはマッカートニーの態度やレノンのセッションへの意欲の欠如に辟易し、1月10日にセッションから一時的に離脱した。

### 1970年1月

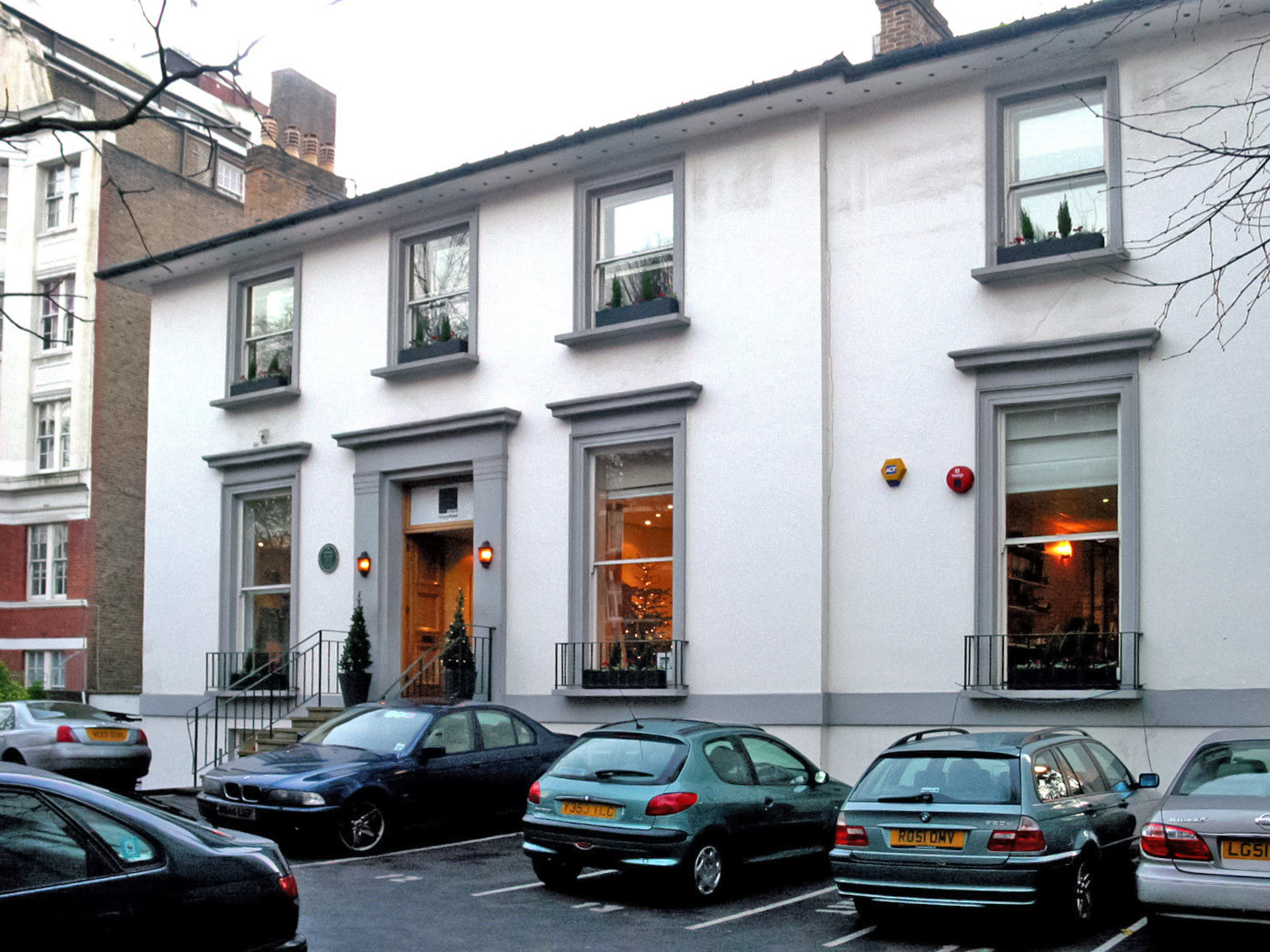
レコーディングが行われたEMIレコーディング・スタジオ（現アビー・ロード・スタジオ）。「アイ・ミー・マイン」は、1970年4月に解散する前にレコーディングされた最後の新曲となった。

1969年10月にリンゼイ＝ホッグは、ドキュメンタリー映画の編集を終えた。完成した映画の中には、ハリスンがスターのために「アイ・ミー・マイン」を演奏するシーンや、ハリスン、マッカートニー、スターが演奏している間に、レノンとオノが踊るシーンが含まれていた。これらのシーンが比較目立つことから、映画に付随するサウンドトラック・アルバムに収録するためにレコーディングを行なう必要があった。
1970年1月3日にハリスン、マッカートニー、スターは、EMIレコーディング・スタジオでプロデューサーのジョージ・マーティンとともにレコーディングを行なった。前年9月に個人的にバンド活動から離脱したレノンは、オノとともにデンマークで休暇を過ごしていたため、セッションには不参加となった。
ベーシック・トラックは、ハリスンがアコースティック・ギターとガイド・ボーカル、マッカートニーのベース、スターのドラムという編成で16テイク録音された。本作のセッションについてビートルズの歴史家であるマーク・ルイソンは、「テイク6の後にジャム・セッションに興じたり、テイク12の前にハリスンがバディ・ホリーの『ペギー・スーの結婚』の楽しいカバー演奏をした効率的なセッション」と説明している。テイク15の前に、ハリスンは同時期にデイヴ・ディー・グループを脱退したデイヴ・ディーをレノンに引っ掛けて、以下のような冗談を言った。

- You all will have read that Dave Dee is no longer with us. But Mickey and Tich and I would just like to carry on the good work that's always gone down in number two.
- （みなさまはすでにお聞きのことと思いますが、デイヴ・ディーが私たちの元を去りました。しかしながらミッキーとティック、そして私は、これまで優秀ながら2番手と見なされてきた仕事を今後も粛々と続ける所存であります。）

テイク16にオーバー・ダビングされた要素のうち、ボーカル、2つのディストーションを効かせたエレクトリック・ギターとアコースティック・ギターのパートはすべてハリスンが演奏し、ハモンドオルガンとエレクトリックピアノはマッカートニーが演奏した。この時点での曲の演奏時間は1分34秒だった。その後、エンジニアのグリン・ジョンズによってアルバム『Get Back』のミキシングが行なわれ、同作に収録された本作にはテイク16の前のスタジオ内での会話が含まれていた。1996年に発売された『ザ・ビートルズ・アンソロジー3』には、このテイク16が収録された。

### フィル・スペクターによる編集およびオーケストラのオーバー・ダビング
1970年1月にグリンズが完成させたアルバム『ゲット・バック』は、1969年5月編集版と同様にメンバーによって拒否された。その後、レノンとハリスンはアメリカ出身のプロデューサー、フィル・スペクターにアルバムのリプロデュースを依頼した。スペクターは、コーラスと2番目のヴァースを繰り返すなどの編集を施し、曲の演奏時間を延長することを決めた。3月23日にこの編集作業を行い、ハリスンもリミックス・セッションの大部分に関わった。曲の演奏時間の延長は、1分20秒あたりからコピーしたテープを繋げることで実現した。
さらにスペクターは「ザ・ロング・アンド・ワインディング・ロード」や「アクロス・ザ・ユニバース」とともに、スペクターの特徴となっているウォール・オブ・サウンドで楽曲を補強することを決めた。4月1日にスペクターは27種のストリング・セッション、6人の金管楽器奏者、スターによる追加のドラムをオーバー・ダビングした。ルイソンは、同セッションのためにスペクターに雇われた女性合唱団は本作には不参加としているが、音楽評論家のリッチー・アンターバーガーは本作のウォール・オブ・サウンドの特徴のひとつとして合唱団の参加を挙げている。
4月1日のセッションが、バンドが解散する前に行なわれた最後のオーバー・ダビング・セッションとなった。スペクターによってリプロデュースされた最終バージョンは、アルバム『レット・イット・ビー』に収録された。なお、2003年に発売された『レット・イット・ビー...ネイキッド』には、繰り返される部分はそのままに、オーケストラのパートをカットした音源が収録された。

## リリース、評価、文化的影響
「アイ・ミー・マイン」は、1970年5月8日に発売されたオリジナル・アルバム『レット・イット・ビー』に「アクロス・ザ・ユニバース」と「ディグ・イット」の間の4曲目に収録された。アルバムが発売された当時、ビートルズは前月のマッカートニーの脱退宣言により解散していた。
『NME』誌のアラン・スミスは、アルバムについて「バンドのキャリアの『しみったれた碑文』『悲しくてみすぼらしい終わり』」と非難した一方で、「ロシア風の『アイ・ミー・マイン』」について「半狂乱の中枢にある力強いバラード」と称賛している。『メロディ・メイカー』誌のリチャード・ウィリアムズは「『アイ・ミー・マイン』には、素晴らしいオルガンとギターのイントロ、瞑想的なヴァース、チャック・ベリーまであと一歩と言えるギターリフを含むロックなコーラスへのテンポスイッチがある。ジョージはこの曲に多大なる力を注いだ」と評している。
ハリスンは1980年に出版した自伝のタイトルに本作を採用した。これは元ビートルズのメンバーによる初の自伝となった。
2002年に『ローリング・ストーン』誌のデイビッド・フリックは、本作を「エッセンシャル・ハリスン・パフォーマンス25」のリストに含み、「彼の怒り、研ぎ澄まされたギターは疲れ果て、苦労してようやく手にした自由で正直なサウンド」と評している。その後、2015年に『NME』誌が発表した「100 Greatest Beatles Songs As Chosen By Music's A-Listers」の第94位、2016年に『クラシック・ロック』誌が発表した「The Top 10 Best Beatles Songs Written by George Harrison」の第6位にランクインした。
マーク・フォードは、ハリスンの生誕60周年を記念して2003年2月に発売されたトリビュート・アルバム『Songs from the Material World: A Tribute to George Harrison』のために、本作のカバー・バージョンをレコーディングした。ベス・オートンは、2010年に発行された『モジョ』誌に付属したCD『Let It Be Revisited』で、「ディグ・イット」とのメドレーとしてカバーした。2014年に開催されたトリビュート・イベント『George Fest』では、スプーンのブリット・ダニエルによって演奏された。この他、エリオット・スミスやライバッハらによってカバーされた。

## クレジット
※出典
ビートルズ
- ジョージ・ハリスン - ボーカル、アコースティック・ギター、リードギター
- ポール・マッカートニー - ハーモニー・ボーカル、ベース、ハモンドオルガン、エレクトリックピアノ
- リンゴ・スター - ドラム

追加ミュージシャン
- 演奏者不明 - ヴァイオリン18丁、ヴィオラ4丁、チェロ4台、ハープ1台、トランペット3本、トロンボーン3本、14人の女声コーラス
- リチャード・ヒューソン - ブラス・ストリングス編曲